# Alan Whicker
Alan Donald Whicker CBE (2 de agosto de 1921 - 12 de julio de 2013) fue un periodista y presentador de televisión y locutor británico. Su carrera abarcó casi 60 años, durante los cuales se presentó el programa de televisión documental Whicker's World por más de 30 años. Fue nombrado Comandante de la Orden del Imperio Británico (CBE) en 2005 por sus servicios a la radiodifusión.

## Muerte
Whicker murió el 12 de julio de 2013 debido a la neumonía bronquial en su casa de Jersey, en las Islas del Canal, a la edad de 91 años. BAFTA, que otorgó a Whicker el "Premio de Personalidad de hechos" en 1965, tuiteó "tan triste escuchar las noticias acerca de Alan Whicker, que ha fallecido a la edad de 87". El transmisor Sir Michael Parkinson declaró que Whicker era "un buen periodista y gran contador de historias", y agregó:" no puedo pensar en ningún otro reportero de televisión antes o desde que creó un maravilloso catálogo de programas inolvidables". Michael Palin señaló que Whicker era "un gran personaje, un gran viajero y un excelente reportero", mientras que la presentadora de viajes Judith Chalmers dijo que era "un icono para la industria de viajes". La mayoría de escritores obituarios dijeron que Whicker fue de 87 años en el momento de su muerte, sobre la base de su entrada en Who's Who da una fecha de nacimiento en 1925, The Financial Times señaló que su edad había sido consultada, con registros escolares mostrando en agosto de 1921, donde se toma que fue de 91 años cuando murió.